# System Obrony Powietrznej NADGE

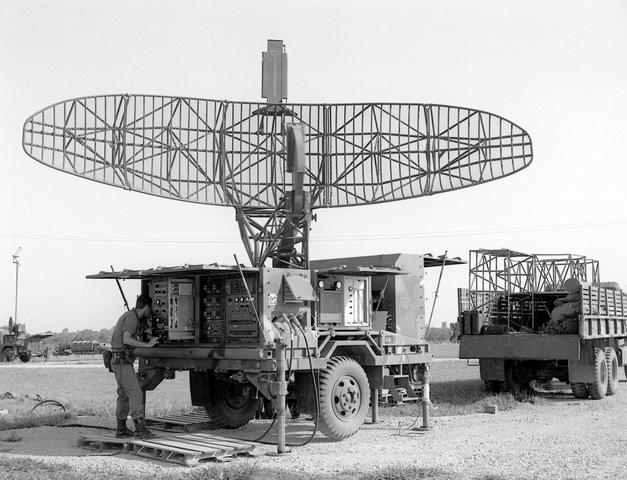
Radar impulsowy systemu Hawk

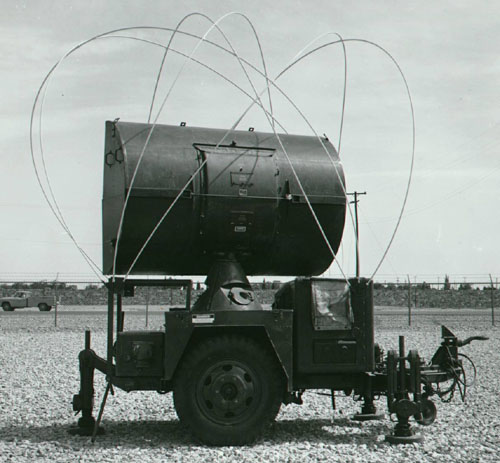
Radar z falą ciągłą systemu Hawk

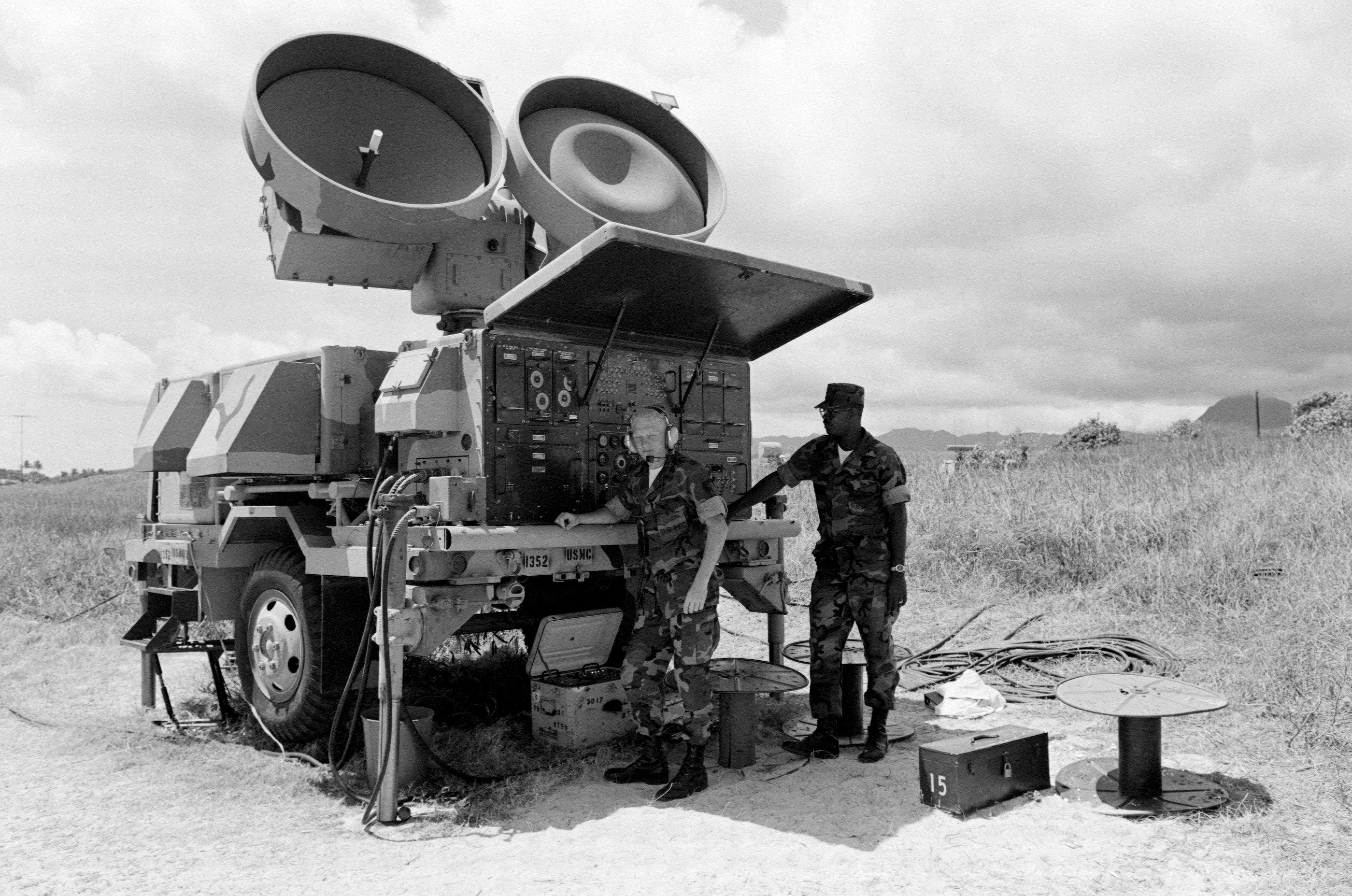
Radar dużej mocy systemu Hawk z oddzielnymi antenami talerzowymi: nadawczą i odbiorczą

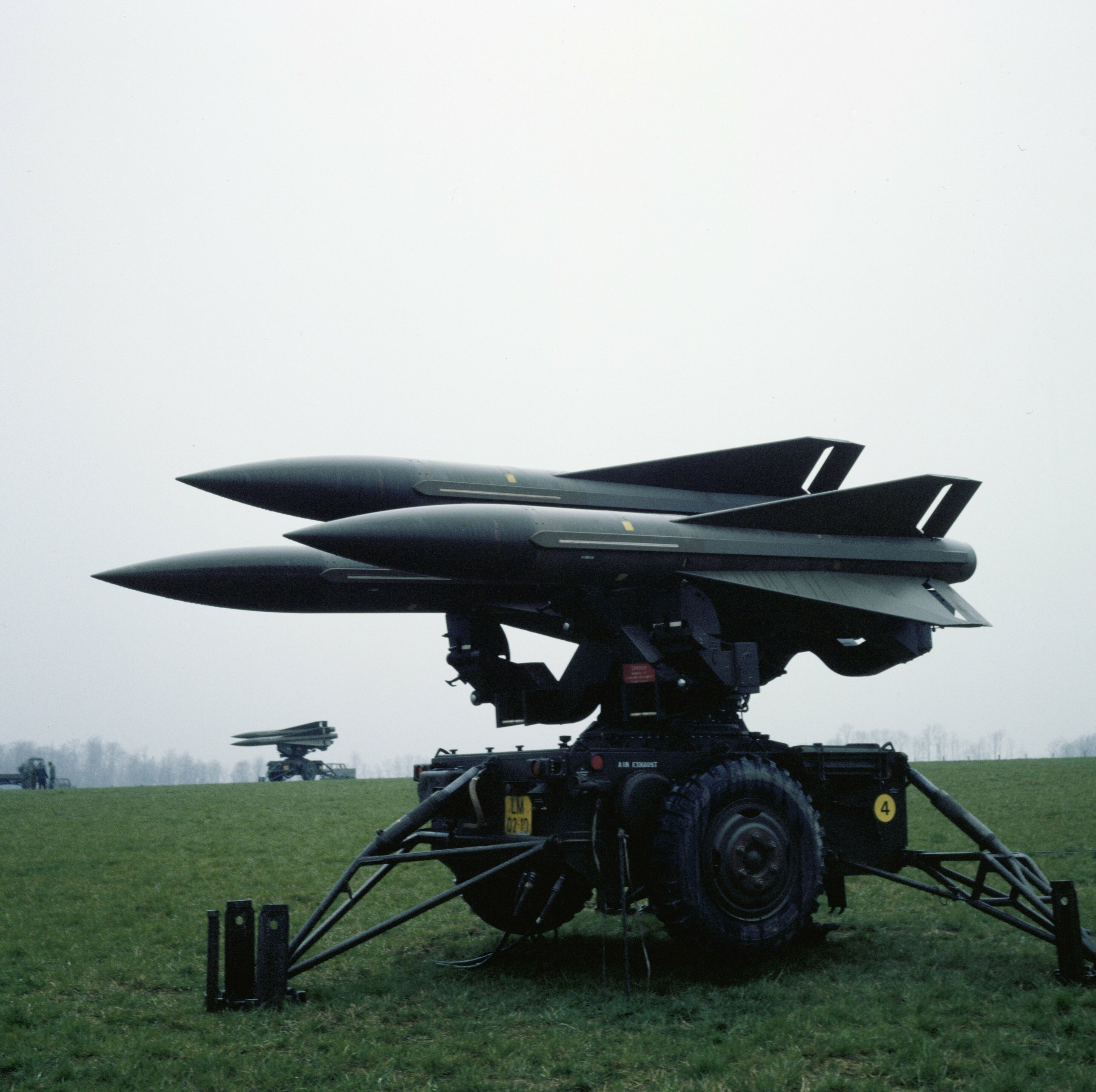
Pociski Hawk na wyrzutniach

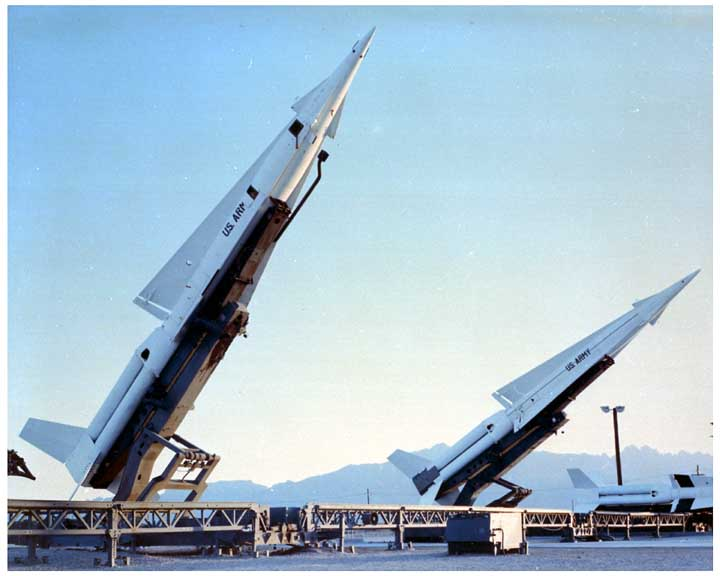
Rakiety MIM-14 Nike-Hercules

System Obrony Powietrznej NADGE (ang. NATO Air Defence Ground Environment NADGE) – naziemna infrastruktura Obrony Powietrznej NATO.

## Charakterystyka
W latach 50. XX w. stratedzy NATO rozpoczęli prace nad wspólnym systemem obrony powietrznej. Wytyczne dotyczące jego organizacji zostały zawarte w dokumencie MC 54/1. 

### Organizacja i rozbudowa systemu
W 1957 rozpoczęto rozmieszczanie wzdłuż wschodnich granic NATO 18 stacji radarowych wczesnego wykrywania. W 1962 system osiągnął pełną gotowość bojową i pozwalał monitorować sytuację powietrzną na Centralnym Teatrze Działań Wojennych. W 1960 siły i środki OP przekazane zostały pod rozkazy Naczelnego Dowództwa SACEUR. W latach 1965 –1973 kontynuowano budowę zautomatyzowanego systemu kierowania siłami i środkami OP, który miał zapewnić możliwie jak najwcześniejszego wykrycie celów powietrznych i przeciwdziałanie ewentualnym atakom powietrznym przeciwnika. W jego skład wchodził radiolokacyjny system wykrywania, naprowadzania i powiadamiania. Został on rozmieszczony w obszarze od północnej części Norwegii, aż do wschodnich granic Turcji i pokrywał swym zasięgiem teren o długości 5800 km i szerokości 3800 km. Maksymalny zasięg stacji radiolokacyjnych wynosił 400–600 km. System składał się z 85 posterunków radiolokacyjnych, z których 37 posiadało ośrodki przetwarzania danych zapewniające przechwytywanie, śledzenie, pomiar parametrów lotu i rozpoznanie przynależności samolotu, a także podział czynnych środków obrony powietrznej oraz naprowadzanie i kierowanie walką.
Skuteczność działania systemu NADGE była systematycznie sprawdzana, a jego wyposażenie udoskonalane. W latach 80. XX w. stworzony został Segment Integrujący Środowisko Naziemne z Powietrznym Stanowiskiem Wczesnego Ostrzegania AEGIS (Airborne Early Warning Ground Environment Integration Segment). Dzięki nowym komputerom, możliwości systemu wielokrotnie wzrastały. System NADGE zasilany był przez: powietrzny system wykrywania i naprowadzania AWACS, narodowe radiolokacyjne systemy obrony wybrzeża morskiego, systemy kontroli ruchu powietrznego, systemy rozpoznawczo-uderzeniowe, sieć posterunków radiolokacyjnych wchodzących w skład stanowisk dowodzenia poszczególnych baterii rakiet przeciwlotniczych oraz okrętowe systemy radiolokacyjne wykrywania celów powietrznych. 

### Podział terytorialny systemu
W 1955 terytorium europejskich państw NATO zostało podzielone na cztery strefy obrony powietrznej.
- Północna Strefa Obrony Powietrznej – obejmowała terytorium Danii i Norwegii wraz z przylegającymi wodami. Dzieliła się na rejon duński i rejon norweski. W strefie był też jeden sektor OP (Vedbaecki).  Na obszarze strefy znajdowały się 72 wyrzutnie rakiet przeciwlotniczych Nike Hercules i 24 wyrzutnie Improved Hawk oraz 4 eskadry myśliwców przechwytujących (w sumie około 60 samolotów)[3].
- Centralna Strefa Obrony Powietrznej – obejmowała terytorium RFN, Belgii, Holandii i Luksemburga. Dzieliła się na dwa rejony: północny (2 PTSP) i południowy (4 PTSP). Rejon odpowiedzialności operacyjnej 2 Połączonych Taktycznych Sił Powietrznych obejmował obszar działania Północnej Grupy Armii i składał się z sektora brockzetelskiego i uedemskiego, natomiast rejon odpowiedzialności 4 PTSP obejmował obszar działania Centralnej Grupy Armii i składał się z erbeskopfejskiego sektora OP. Na obszarze strefy znajdowało się około 1300 zgrupowanych w 40 dywizjonach rakiet przeciwlotniczych „Nike Hercules” i „Improved Hawk”. Ze swoich sił powietrznych Stany Zjednoczone wydzieliły 6 eskadr lotniczych (144 samoloty), RFN – 4 eskadry lotnictwa myśliwskiego (60 samolotów), Belgia – 2 eskadry myśliwców przechwytujących (36 samolotów), Holandia – 2 eskadry myśliwców przechwytujących (36 samolotów). Wielka Brytania wydzieliła jedną eskadrę rakiet przeciwlotniczych „Bloodhound-2”, cztery eskadry rakiet przeciwlotniczych „Rapier” (razem 80 wyrzutni) i dwie eskadry myśliwców przechwytujących (24 samoloty)[5].
- Południowa Strefa Obrony Powietrznej – obejmowała terytorium Włoch, Grecji i Turcji. Strefa dzieliła się na rejon włoski (5 PTSP) i rejon grecko-turecki (6 PTSP). W rejonie włoskim znajdowało się sześć eskadr myśliwców przechwytujących (96 samolotów) oraz 108 wyrzutni rakiet „Nike Hercules” i 96 wyrzutni rakiet „Improwed Hawk”, natomiast w rejonie grecko-tureckim znajdowało się około 120 wyrzutni rakiet przeciwlotniczych i około 100 samolotów przechwytujących[6].
- Brytyjska Strefa Obrony Powietrznej – obejmowała terytorium Wielkiej Brytanii, Wysp Owczych, Szetlandów i wschodnią część Irlandii. Podzielona była na sektory: północny, środkowy i południowy. W jej składzie znajdowała się 11 Grupa Lotnictwa Myśliwskiego (7 eskadr, a 84 samoloty) oraz trzy eskadry rakiet przeciwlotniczych „Bloodhound-2” i „Rapier” (64 wyrzutnie)[b].
- Narodowa Strefa Obrony Powietrznej Francji – obejmowała terytorium Francji wraz z przyległymi wodami. Na wypadek wojny weszłaby pod względem operacyjnym w skład Centralnej Strefy OP. Strefa dzieliła się na rejony: północny, północnowschodni, południowowschodni i południowozachodni. System nosił nazwę Système de Traitement et de Représentation des Informations de Défense Aérienne[6].

### Zarządzanie systemem
Zadania obrony powietrznej realizowane były przez ośrodki operacyjne stref rozmieszczone w Oslo (Air Forces North), w Brunssum (Air Forces Centre) i w Neapolu (Air Forces South), natomiast kierowanie siłami i środkami OP w danej strefie odbywało się z narodowych ośrodków operacyjnych rejonów obrony powietrznej (Air Defence Operations Centre  ADOC) za pośrednictwem ośrodków operacyjnych sektorów (Sektor Operations Centre SOC). Każdemu SOC podlegał jeden lub dwa ośrodki wykrywania i naprowadzania (Control and Reporting Centre CRC) i dwa lub trzy stanowiska dowodzenia dywizjonów rakiet przeciwlotniczych. Ośrodek operacyjny rejonu ADOC był odpowiedzialny za obronę powietrzną rejonu oraz właściwe wykorzystanie podległych i przydzielonych mu sił, ośrodek operacyjny sektora SOC kierował bezpośrednio wszystkimi środkami OP, a ośrodek wykrywania i naprowadzania CRC był podstawowym organem kierującym działaniami bojowymi środków OP. Natomiast posterunek wykrywania i powiadamiania uzyskane informacje o sytuacji powietrznej przekazywał bezpośrednio do ośrodka wykrywania i naprowadzania. W skład posterunku wchodziły 2–3 stacje radiolokacyjne.